# كارلوس ليهدر
كارلوس انريكي ليهدر ريفاس، (بالإسبانية: Carlos Enrique Lehder Rivas)‏ (ولد في 7 سبتمبر [[1949]{) تاجر مخدرات سابقا، كولومبي الجنسية، ومؤسس مشارك لكارتل ميديلين. وهو حاليا محتجز في الولايات المتحدة.تم أطلاق سراحة وسيتوجه إلى ألمانيا ليكمل مسيرة حياته ولد في بلدة أرمينيا الكولومبية، من أب ألماني وأم كولومبية، وهو أول مهرب مخدرات كولومبي تم تسليمه إلى الولايات المتحدة. استخدم جزيرة كاي نورمان لإدارة إمبراطورية نقل الكوكايين، تبعد 340 كم عن ساحل فلوريدا في وسط جزر البهاما.